# Arne Bergsgård
Arne Bergsgård, född 18 april 1886, död 18 juni 1955, var en norsk historiker och skolman.
Bergsgård blev filosofie doktor 1938, professor vid Norges lærerhøgskule 1935 och rektor där 1937. Hans främsta skrifter är Ole Gabriel Ueland og bondepolitikken (2 band, 1932), Venstre i Norge (1933, tillsammans med Jacob S. Worm-Müller och Bernt A. Nissen), Formannskapsloverne. Ophav og udvikling (1937), Aasmund Vinje (1940) samt Året 1814 (2 band, 1943-1945). Bergsgård var en ivrig förkämpe för landsmålsrörelsen.
Bergsgårds pamflett Demokrati och diktatur (översättning Gunnar Furuland) utkom i tre upplagor i serien Verdandis småskrifter 1934, 1938 och 1941.